# Stora Kroksjön (Tranemo socken, Västergötland)
Stora Kroksjön är en sjö i Tranemo kommun i Västergötland och ingår i Ätrans huvudavrinningsområde. Sjön är 7,7 meter djup, har en yta på 0,168 kvadratkilometer och befinner sig 177,2 meter över havet.

## Delavrinningsområde
Stora Kroksjön ingår i det delavrinningsområde (637717-135407) som SMHI kallar för Ovan Månstadsån. Medelhöjden är 199 meter över havet och ytan är 100,79 kvadratkilometer. Räknas de 7 avrinningsområdena uppströms in blir den ackumulerade arean 273,07 kvadratkilometer. Assman (Jälmån) som avvattnar avrinningsområdet har biflödesordning 2, vilket innebär att vattnet flödar genom totalt 2 vattendrag innan det når havet efter 123 kilometer. Avrinningsområdet består  mestadels av skog (70 %) och sankmarker (14 %). Avrinningsområdet har 1,47 kvadratkilometer vattenytor vilket ger det en sjöprocent på 1,5 %.